# 東喀爾巴阡山脈
47°35′40″N 24°38′11″E / 47.59444°N 24.63639°E
東喀爾巴阡山脈是東歐的山脈，橫跨羅馬尼亞、烏克蘭、斯洛伐克、波蘭，屬於喀爾巴阡山脈的一部分，全長約750公里，最高點海拔高度2,303米。